# Villa Gelria
Villa Gelria, aan de westzijde van de Verlengde Hereweg in de zuidelijke wijk Helpman van Groningen, werd in 1873 gebouwd als verblijf van de industrieel Jan Evert Scholten (1849-1918). Lange tijd werd gedacht dat het pand werd ontworpen door Scholtens "huisarchitect" J. Maris (1826-1899), van wiens hand ook het voormalige Scholtenshuis en de Scholtenskoepel in Groningen zijn. Uit de aanbesteding in 1871 blijkt echter dat dit Herman Jan van den Brink moet zijn geweest. De villa is vormgegeven in een eclectische stijl met palladiaanse invloeden. Het gebouw staat in een parkachtige omgeving, die oorspronkelijk veel groter was en waartoe indertijd ook het terrein behoorde waarop in 1965 het (voormalige) Diakonessenhuis werd gebouwd. De naam van de villa verwijst naar Scholtens geboorteprovincie Gelderland (in het Latijn Gelria). In 1914 werd een serre aangebouwd.
In 1995 is de villa aangewezen als rijksmonument vanwege de architectonische en esthetische kwaliteiten van het ontwerp en uit stedebouwkundig, cultuurhistorisch en architectuurhistorisch oogpunt als gaaf bewaard gebleven onderdeel van de buitengewoon karakteristieke reeks van landhuizen en villa's in parkachtige omgeving aan de Verlengde Hereweg in Groningen. Ook het koetshuis en de tuinmanswoning die erbij horen zijn tot rijksmonument verklaard.
De villa was tot april 1943 bewoond door de Geessien Mulder, weduwe van Jan Evert Scholten en haar ongehuwde kinderen Margrietha en Johan. Tijdens einde van de Tweede Wereldoorlog was de lokale leiding van de SS erin gevestigd.  SD had het Scholtenhuis op de markt al in 1940 in beslag genomen.
Na de oorlog is de villa onder meer in gebruik geweest, als kantoor van de rijkspolitie (tot 1974) en als opleidingslocatie van het Diakonessenhuis en dependance van de Groninger sociale academie tot 1989. 
Nadat eind jaren 1980 Villa Volonté werd gesloopt in opdracht van makelaar Boelens Jorritsma en bouwbedrijf Koops uit Wijster, werd gevreesd dat ook Villa Gelria gesloopt zou worden. Het werd echter in 1990 verkocht aan Geveke voor Koop Tjuchem. Deze verkocht het in 2016 aan het internationaal filmbedrijf Maccs International BV, die het onder leiding van Sax Architecten aan achterzijde liet uitbouwen. In 2020 is het pand wederom verkocht.
In 2022 werd de villa gerestaureerd in originele kleuren.